# Mesabolivar azureus
Mesabolivar azureus là một loài nhện trong họ Pholcidae. Loài này được phát hiện ở Paraguay.